# Kreisgericht Löbau
Das Kreisgericht Löbau war ein preußisches Kreisgericht in der damaligen Provinz Preußen mit Sitz in der Stadt Löbau.

## Geschichte
In Löbau bestand bis 1849 das Land- und Stadtgericht Löbau. 1849 wurden in Preußen einheitlich Kreisgerichte geschaffen. Hierbei wurde die Patrimonialgerichtsbarkeit abgeschafft und die Patrimonialgerichte wurden aufgehoben. Es entstand das Königliche Kreisgericht Löbau im Sprengel des Appellationsgerichts Marienwerder. Es war für den Kreis Löbau zuständig.
Das zuständige Schwurgericht war das Kreisgericht Marienwerder. Am Gericht waren 1870 ein Direktor und sieben Kreisrichter eingesetzt. 1870 betrug die Zahl der Gerichtseingesessenen 47.888. Gerichtstage wurde in Lonforsz und in Neumark gehalten.
Im Rahmen der Reichsjustizgesetze wurde das Gerichtswesen in Deutschland 1879 vereinheitlicht. Damit wurde das Kreisgericht Löbau aufgehoben und das königlich preußische Amtsgericht Löbau in Westpreußen mit Wirkung zum 1. Oktober 1879 als eines von neun Amtsgerichten im Bezirk des Landgerichtes Thorn als Nachfolger gebildet.